# Epiaeschna
Genre
Epiaeschna est un genre de libellules de la famille des Aeshnidae (sous-ordre des Anisoptères, ordre des Odonates).

## Liste des espèces
Selon GBIF (8 octobre 2023) :
- Epiaeschna heros (Fabricius, 1798)
- Epiaeschna pseudoheros Nel & Petrulevičius, 2010
- Epiaeschna stauropolitana Martynov, 1927
- Epiaeschna wisseri Nel, Poschmann & Wedmann, 2020

## Systématique
Le nom valide complet (avec auteur) de ce taxon est Epiaeschna Hagen, 1883.
Epiaeschna a pour synonyme :
- Mediaeschna Zhang, 1989